# Шафариков триод
Шафариковият триод e среднобългарски пергаментен ръкопис от края на XII или втората четвърт на XIII век. Представлява постен и цветен триод (триод-пентикостар).
Според езиковите особености произхожда от Охридската книжовна школа. Написан е на кирилица с глаголически вписвания и са изказани предположения, че има глаголически първообраз.
Триодът спада към значимите ръкописи с наличие на музикалния знак тита (θ) и съдържа 55 тита-съчетания, които образуват 9 групи с различна повторителност. В него е отбелязано най-ранното изписване в български паметник на тема хаплун, знак от семейството на титите, в съчетание с двойна оксия/дипли (´´) или двойна вария/пиазма (``), а също така и с двоен апостроф (ˈˈ).
В миналото ръкописът е принадлежал на Павел Шафарик, а сега се пази в Руската национална библиотека (№ F.п.I.74).